# Milk Inc.
Milk Inc. (znany również jako Milk Incorporated)  – belgijski zespół muzyki dance i vocal trance. Składa się z wokalistki Lindy Mertens, producenta i klawiszowca Regiego Penxtena oraz Filipa Vanduerena.
W 1996 roku dwóch producentów Regi Penxten oraz  Filip Vandueren zapoczątkowało projekt o nazwie Milk Incorporated, którego nazwa później została skrócona do postaci Milk INC. Pierwszą wokalistką była Ann Vervoort, ale opuściła zespół zanim jeszcze zaczął osiągać wielkie sukcesy, w 2000 roku (nie ona jednak śpiewała, tylko było z playbacku, była tzw front lady, śpiewała Karine Boel Aerts). Potem do zespołu dołączyła wokalistka Linda Mertens (w kilku utworach już z Lindą Mertens na albumie „Land of the living” usłyszymy też głos Karine Boel Aerts). Milk Inc. odniósł pierwszy duży sukces we Francji oraz Wielkiej Brytanii utworem La Vache, natomiast w Belgii hitem okazał się utwór In My Eyes, był to początek serii hitów takich jak: Promise, Oceans, Losing Love, Never Again, Walk On Water, Breathe Without You, Sleepwalker, Land Of The Living, Time, the A-Ha!-cover The Sun Always Shines On TV, Whisper, Blind oraz Go To Hell.
Najnowsze hity pochodzące z najnowszej płyty „Supersized” to utwór Run i Tainted love. Ważnym wydarzeniem w 2006 roku jest dziesięciolecie istnienia zespołu. Ostatnimi singlami zespołu są Sunrise (2007), Tonight (2007) oraz piosenka Forever (2008). Wszystkie te 3 single znajdują się na nowej płycie zespołu wydanej w 2008 roku – „Forever”. Najnowszym singlem z płyty „Forever” jest piosenka „Race”. Premiera tego singla odbyła się 5 września 2008 roku. Teledysk do niego został nakręcony w Hiszpanii. 10 lipca (2009) został wydany nowy singiel Blackout, w Belgii zajął 1. miejsce od czasów wydania singla Whisper. W lutym 2010 został wydany singiel Storm, natomiast 9 lipca – Chasing The Wind. 22 kwietnia 2010 zmarła była wokalistka Ann Vervoort.
Na koncercie Eclipse w 2010 roku zaprezentowali swój nowy singiel Dance 2 forget. Jednak piosenką zapowiadającą album Nomonsland, wydany w 2010 roku 28 lutego, została piosenka Fire. Kolejnym singlem okazało się Shadow. Na tym kawałku zakończyła się promocja płyty Nomansland. W 2011 roku ukazał się ich nowy singiel, a raczej nowa wersja singla La Vache z 1996 roku, noszący tytuł I’ll be there (La Vache 2011). Piosenka została oficjalnie zaprezentowana na tegorocznych koncertach „Milk Inc. 15 jaar”. Singiel został wydany na płycie Milk Inc – 15 (The Very Best Of).

## Osiągnięcia
- 1999
  - Radio Donna Awards Belgium – Peper Award "In My Eyes"
  - Move X Dance Awards Belgium – Best Dance Single "In My Eyes"
  - TMF Awards Belgium – Best Dance Act National

- 2000
  - Top Radio Awards Belgium – Best Vocalist Ann Vervoort
  - Radio Donna Awards Belgium – Best Holidaysong of the year "Oceans"
  - TMF Awards Belgium – Best Single National "Walk On Water"

- 2001
  - Hitkrant The Netherlands – Best International Artists
  - Hitkrant The Netherlands – Best International Single "Walk On Water"
  - TMF Awards The Netherlands – Best Dance Act International
  - TMF Awards Belgium – Best Dance Act National
  - TMF Awards Belgium – Best Video "Never Again"

- 2002
  - TMF Awards Belgium – Best Dance Act National

- 2003
  - TMF Awards Belgium – Best Dance Act National

- 2004
  - TMF Awards Belgium – Best Dance Act National
  - TMF Awards Belgium – Life Time Achievement

- 2005
  - TMF Awards Belgium – Best Dance Act National

- 2006
  - TMF Awards Belgium - Best Dance Act National

- 2007
  - Platynowa Płyta za Supersized (Belgia)
  - Złota Płyta za Best Of (Belgia)
  - Złota Płyta za Supersized (Belgia)
  - TMF Awards Belgium - Best Dance Act National

- 2008
  - Platynowa Płyta za Forever (Belgia)
  - Platynowa Płyta za Best Of (Belgia)
  - Złota Płyta za Forever (Belgia)
  - TMF Awards Belgium - Best Dance Act National
  - TMF Awards Belgium - Best Live National
  - TMF Awards Belgium- Best Album National

- 2009
  - TMF Awards Belgium - Best Live National
  - TMF Awards Belgium - Best Dance National
  - Music Industry Awards MIA's Belgium - Best Dance/Electronica
  - Podwójna Platynowa Płyta za album  Forever

- 2010
  - Music Industry Awards MIA's Belgium - Best Dance/Electronica
  - MTV Cool Brand Awards – Coolest Belgian Music Group

- 2011
  - Złota Płyta za album Nomansland (Belgia)

- 2012
  - Annes Vlammse Muziek Awards – Best Dance "I'll Be There (La vouche)"
  - JIM Awards – Best Group - National
  - Złota Płyta za album 15 - The very best of

- 2013
  - Eurodanceweb Award – Favorite Song "Miracle"
  - Annes Vlammse Muziek Awards – Best Dance
  - Story Awards – Best Singer and Music Group
  - Złota Płyta za album Undercover (Belgia)

## Dyskografia

### Albumy
- Apocalypse Cow (20 marca 1998)
- Land of the living (10 listopada 2000)
- Double Cream (The Best Of) (1 listopada 2001)
- Milk inc. (The Best Of) (23 września 2002)
- Closer (6 października 2003)
- Best of Milk Inc. (The Best Of) (2 sierpnia 2004)
- Essential (The Best Of) (3 października 2005)
- Supersized (1 września 2006)
- Best Of (27 września 2007)
- Forever  (20 czerwca 2008)
- Nomansland (1 marca 2011)
- 15 – The very best of (22 października 2011)
- Undercover (21 czerwca 2013)

### Single
| Rok  | Tytuł                         | Album              | Pozycja w BE        |
| ---- | ----------------------------- | ------------------ | ------------------- |
| 1996 | Cream                         | Apocalypse Cow     | –                   |
| 1996 | La Vache                      | Apocalypse Cow     | –                   |
| 1997 | Free Your Mind                | Apocalypse Cow     | –                   |
| 1998 | Inside Of Me                  | Apocalypse Cow     | –                   |
| 1998 | In My Eyes                    | Apocalypse Cow     | #2                  |
| 1999 | Promise                       | Apocalypse Cow     | #3                  |
| 1999 | Oceans                        | Apocalypse Cow     | #8                  |
| 1999 | Losing Love                   | Land of the Living | #2                  |
| 2000 | Walk On Water                 | Land of the Living | #1                  |
| 2000 | Land of the Living            | Land of the Living | #2                  |
| 2001 | Livin' a Lie                  | Land of the Living | #2                  |
| 2001 | Don't Cry                     | Land of the Living | Nie wydane w Belgii |
| 2001 | Never Again                   | Land of the Living | #17                 |
| 2001 | Wide Awake                    | Closer             | #2                  |
| 2002 | Sleepwalker                   | Closer             | #6                  |
| 2002 | Breathe Without You           | Closer             | #7                  |
| 2003 | Time                          | Closer             | #10                 |
| 2003 | The Sun Always Shines On TV   | Closer             | #5                  |
| 2004 | I Don't Care                  | Closer             | #3                  |
| 2004 | Whisper                       | Supersized         | #1                  |
| 2005 | Blind                         | Supersized         | #5                  |
| 2005 | Go To Hell                    | Supersized         | #4                  |
| 2006 | Tainted Love                  | Supersized         | #7                  |
| 2006 | Run                           | Supersized         | #7                  |
| 2006 | No Angel                      | Supersized         | #10                 |
| 2007 | Sunrise                       | Forever            | #3                  |
| 2007 | Tonight                       | Forever            | #6                  |
| 2008 | Forever                       | Forever            | #7                  |
| 2008 | Race                          | Forever            | #18                 |
| 2009 | Guilty                        | Forever            | #1                  |
| 2009 | Blackout                      | Nomansland         | #1                  |
| 2010 | Storm                         | Nomansland         | #1                  |
| 2010 | Chasing The Wind              | Nomansland         | #10                 |
| 2011 | Fire                          | Nomansland         | #5                  |
| 2011 | Shadow                        | Nomansland         | #42                 |
| 2011 | I'll Be There (La Vache)      | Nomansland         | #6                  |
| 2012 | Miracle                       | Undercover         | #16                 |
| 2013 | Last Night a DJ Saved My Life | Undercover         | #3                  |
| 2013 | La Vache 2013                 | Undercover         | –                   |
| 2013 | Sweet Child O' Mine           | Undercover         | #5                  |
| 2013 | Imagination                   | Undercover         | #3                  |
| 2014 | Don't Say Goodbye             | Undercover         | #7                  |

### DVDs
- Milk Inc. – The DVD (2004): acoustic sessions & all the music video's
- Milk Inc Supersized (Live Concert DVD 2006)
- Milk Inc. Forever 2008

## Teledyski
| Rok  | Tytuł                       | Reżyser         | Album                       |
| ---- | --------------------------- | --------------- | --------------------------- |
| 1997 | La Vache                    | Caswell Coggins | Milk Inc. The DVD           |
| 1997 | Free Your Mind              | Caswell Coggins | Milk Inc. The DVD           |
| 1998 | Inside Of Me                | Caswell Coggins | Milk Inc. The DVD           |
| 1999 | Oceans                      | Steven Buyse    | Milk Inc. The DVD           |
| 2000 | Land Of The Living          | Filip Vandueren | Milk Inc. The DVD           |
| 2001 | Walk On Water               | Frank Schneider | Milk Inc. The DVD           |
| 2001 | Livin' A Lie                | Peter van Eyndt | Milk Inc. The DVD           |
| 2001 | Never Again                 | Peter van Eyndt | Milk Inc. The DVD           |
| 2001 | Wide Awake                  | Peter van Eyndt | Milk Inc. The DVD           |
| 2002 | Walk On Water               | Stuart Fryer    | Milk Inc. The DVD           |
| 2002 | In My Eyes                  | Damian Bromley  | Milk Inc. The DVD           |
| 2002 | Land Of The Living          | Andreas Tibblin | Milk Inc. The DVD           |
| 2002 | Sleepwalker                 | Peter van Eyndt | Milk Inc. The DVD           |
| 2002 | Breathe Without You         | Peter van Eyndt | Milk Inc. The DVD           |
| 2003 | Time                        | Peter van Eyndt | Milk Inc. The DVD           |
| 2003 | The Sun Always Shines On TV | ?               | Ergoline Multivision System |
| 2003 | The Sun Always Shines On TV | Alex Diezinger  | Milk Inc. The DVD           |
| 2004 | I Don't Care                | Raf Verbeemen   | Milk Inc. The DVD           |
| 2004 | Whisper                     | Peter van Eyndt | Milk Inc. The DVD           |
| 2005 | Blind                       | Peter van Eyndt | nie wydane na DVD           |
| 2005 | Go To Hell                  | ?               | nie wydane na DVD           |
| 2006 | Tainted Love                | The Black Sheep | nie wydane na DVD           |
| 2006 | Run                         | Peter van Eyndt | nie wydane na DVD           |
| 2006 | No Angel                    | Peter van Eyndt | nie wydane na DVD           |
| 2007 | Sunrise                     | Sven Coumans    | nie wydane na DVD           |
| 2007 | Tonight                     | ?               | Wydany na Singlu.           |
| 2008 | Forever                     | Alex Diezinger  | nie wydane na DVD           |
| 2008 | Race                        | ?               | nie wydane na DVD           |
| 2009 | Blackout                    | ?               | nie wydane na DVD           |
| 2010 | Storm                       | Peter Van Eyndt | nie wydane na DVD           |